# Elezioni europee del 2009 in Portogallo

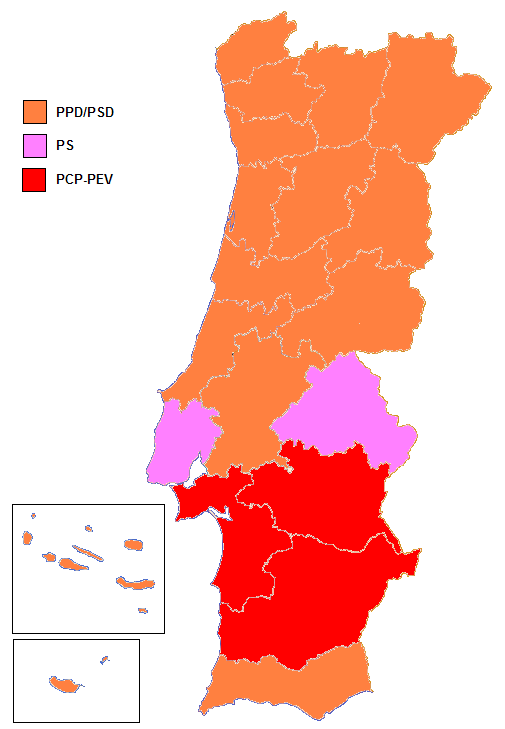

Le elezioni del 2009 per il Parlamento europeo si sono tenute in Portogallo il 7 giugno.

## Risultati
| Liste  | Liste | Gruppo      | Voti      | %     | Seggi | +/-     |
| ------ | --- | ----------- | --------- | ----- | ----- | ------- |
|        | Partito Social Democratico (PSD)                                                                          | PPE         | 1.131.744 | 33,95 | 8     | 1       |
|        | Partito Socialista (PS)                                                                                   | S&D         | 946.818   | 28,41 | 7     | 5       |
|        | Blocco di Sinistra (BE)                                                                                   | GUE/NGL     | 382.667   | 11,48 | 3     | 2       |
|        | Coalizione Democratica Unitaria • Partito Comunista Portoghese (PCP) • Partito Ecologista "I Verdi" (PEV) | - GUE/NGL - | 379.787   | 11,39 | 2 -   | Stabile |
|        | CDS - Partito Popolare (CDS-PP)                                                                           | PPE         | 298.423   | 8,95  | 2     | Stabile |
|        | Movimento Speranza Portogallo                                                                             | -           | 55.072    | 1,65  | -     |         |
|        | Partito Comunista dei Lavoratori Portoghesi (PCTP)                                                        | -           | 42.940    | 1,29  | -     |         |
|        | Partito della Terra (MPT)                                                                                 | -           | 24.062    | 0,72  | -     |         |
|        | Movimento Merito e Società                                                                                | -           | 21.738    | 0,65  | -     |         |
|        | Partito Umanista                                                                                          | -           | 17.139    | 0,51  | -     |         |
|        | Partito Popolare Monarchico (PPM)                                                                         | -           | 14.414    | 0,43  | -     |         |
|        | Partito Nazionale Rinnovatore (PNR)                                                                       | -           | 13.214    | 0,40  | -     |         |
|        | Partito Operaio di Unità Socialista (POUS)                                                                | -           | 5.177     | 0,16  | -     |         |
| Totale | Totale | Totale      | 3.333.195 |       | 22    |         |